# Microsoft Office 97
Chronologie des versions
Microsoft Office 95 Microsoft Office 2000
Microsoft Office 97 est un ensemble de logiciels de bureautique.

## Éditions
Office 97 a été créée en 5 versions.
| Logiciels Office                    | Standard Edition | Professional Edition | Small Business Edition | Small Business Edition 2.0 | Developer Edition |
| ----------------------------------- | ---------------- | -------------------- | ---------------------- | -------------------------- | ----------------- |
| Word 97                             | Oui              | Oui                  | Oui                    | Oui                        | Oui               |
| Excel 97                            | Oui              | Oui                  | Oui                    | Oui                        | Oui               |
| Outlook 97                          | Oui              | Oui                  | Oui                    | Oui                        | Oui               |
| PowerPoint 97                       | Oui              | Oui                  | (no)                   | (no)                       | Oui               |
| Access 97                           | (no)             | Oui                  | (no)                   | (no)                       | Oui               |
| Bookshelf Basics                    | (no)             | Oui                  | (no)                   | (no)                       | Oui               |
| Developer Tools and SDK             | (no)             | (no)                 | (no)                   | (no)                       | Oui               |
| Publisher 97                        | (no)             | (no)                 | Oui                    | (no)                       | (no)              |
| Small Business Financial Manager 97 | (no)             | (no)                 | Oui                    | (no)                       | (no)              |
| Automap Streets Plus 5.0 (1997)     | (no)             | (no)                 | Oui                    | (no)                       | (no)              |
| Publisher 98                        | (no)             | (no)                 | (no)                   | Oui                        | (no)              |
| Small Business Financial Manager 98 | (no)             | (no)                 | (no)                   | Oui                        | (no)              |
| Direct Mail Manager                 | (no)             | (no)                 | (no)                   | Oui                        | (no)              |
| Expedia Streets 98                  | (no)             | (no)                 | (no)                   | Oui                        | (no)              |
| Internet Explorer 3.0               | Oui              | Oui                  | Oui                    | (no)                       | Oui               |
| Internet Explorer 4.0               | (no)             | (no)                 | (no)                   | Oui                        | (no)              |

## Logiciels
Parmi les logiciels de la suite Microsoft Office 97 figurent Word 97, Excel 97, Outlook 97, PowerPoint 97, Access 97, Publisher 97.
La suite était disponible en plusieurs éditions : Standard Edition, Professional Edition, Small Business Edition, Small Business Edition 2.0, et Developer Edition.

## Caractéristiques
C'était la dernière version d'Office à supporter Windows NT 3.51, et c'était le premier produit Microsoft qui nécessitait l'entrée d'une clé produit.
Deux versions de correctifs sont sorties: SR-1 et SR-2. Le support s'est terminé le 16 janvier 2004.